# Rhysium
Rhysium is een kevergeslacht uit de familie van de boktorren (Cerambycidae). De wetenschappelijke naam van het geslacht werd voor het eerst geldig gepubliceerd in 1866 door Pascoe.

## Soorten
Rhysium omvat de volgende soorten:
- Rhysium bimaculatum Pascoe, 1866
- Rhysium bivulneratum (Thomson, 1867)
- Rhysium guttiferum (Thomson, 1867)
- Rhysium spilotum Martins & Galileo, 2007